# Suzanne Lalique-Haviland
Suzanne Lalique-Haviland, geboren als Suzanne Ledru (* 4. Mai 1892 in Paris; † 16. April 1989 in Avignon), war eine französische Malerin, Designerin für Glas, Porzellan, Schmuck und Textilien, Bühnenbildnerin und Kostümbildnerin. In ihrem Namen verbinden sich jene zweier bekannter Glas- beziehungsweise Porzellanmanufakturen.

## Leben und Wirken
Suzanne Laliques Vater war René Lalique, der bekannte Schmuck- und Glaskünstler der Stile Art nouveau und Art déco. Ihre Mutter war Augustine Alice Ledru, die Tochter des Bildhauers Auguste Ledru, der ein Freund Rodins war. Ihr Bruder Marc wurde 1900 geboren. 1902 heirateten René Lalique und Augustine Alice Ledru, für ihn war es die zweite Ehe.
Nach dem Tod der Mutter im Jahr 1909 begann Suzanne Lalique als Siebzehnjährige für die Firma ihres Vaters zu arbeiten und entwarf für ihn Puderdosen, Bonbonnieren sowie später Vasen. 1911 schuf sie Dekore für die Glasmanufaktur von Sèvres; die Zusammenarbeit setzte sich bis 1930 fort.
Gefördert in ihrer Arbeit wurde sie von Eugène Morand, dem Direktor der École nationale des Arts décoratifs, der sie zur Ölmalerei inspirierte. Jean Giraudoux brachte ihr das Werk von Édouard Manet näher, dessen schwarze und graue Farbtöne sie in ihren Entwürfen aufnahm. Zwischen 1914 und 1927 schuf sie Paravents, die unter anderem von dem Modeschöpfer Jacques Doucet erworben wurden.
1917 heiratete Suzanne Lalique den Fotografen Paul Haviland, dessen Vater die Porzellanmanufaktur Haviland & Co. in Limoges gehörte. 1918 wurde der Sohn Jack geboren, 1923 die Tochter Nicole. Das Ehepaar hatte seit 1925 seinen Wohnsitz in Yzeures-sur-Creuse in einem ehemaligen Kloster aus dem 17. Jahrhundert, Le Prieuré de la Mothe, nachdem sich Paul Haviland aus der Geschäftsführung der Porzellanmanufaktur zurückgezogen hatte.
Ab 1925 schuf sie Tafelgeschirre für die Porzellanmanufaktur Haviland, die seit diesem Zeitpunkt von dem Cousin ihres Mannes geleitet wurde. Für die Innendekoration der Salons der Erste-Klasse-Wagen des Passagierdampfers Paris war sie 1920 tätig, 1928 folgten die Entwürfe für die Ausstattung der Abteile des Côte d’Azur Pullman-Express. Lalique-Havilands erste Ausstellung von Gemälden präsentierte 1930 die Galerie Bernheim-Jeune in Paris.
1937 entwarf Lalique-Haviland die Kulisse für Chacun sa vérité (Jedem seine Wahrheit) von Luigi Pirandello, das in der Comédie-Française aufgeführt wurde. Für das berühmte Pariser Theater schuf sie bis Anfang der 1970er Jahre Kulissen und Kostüme von nahezu 50 Theaterstücken.
Suzanne Lalique-Haviland starb 1989 in Avignon und ist auf dem Friedhof von Yzeures-sur-Creuse bestattet.
Das Musée Lalique in Wingen-sur-Moder im Elsass widmete ihr vom 13. Juli bis zum 11. November 2012 eine umfassende Einzelausstellung mit dem Titel Suzanne Lalique-Haviland, le décor réinventé, die sich anschließend im Musée des Beaux-Arts de Limoges vom 15. Dezember 2012 bis zum 15. April 2013 fortsetzte.